# گارت کروکس
گارت کروکس (انگلیسی: Garth Crooks؛ زادهٔ ۱۰ مارس ۱۹۵۸) یک بازیکن فوتبال اهل انگلستان است.